# 미셸 마르셀 나브라틸

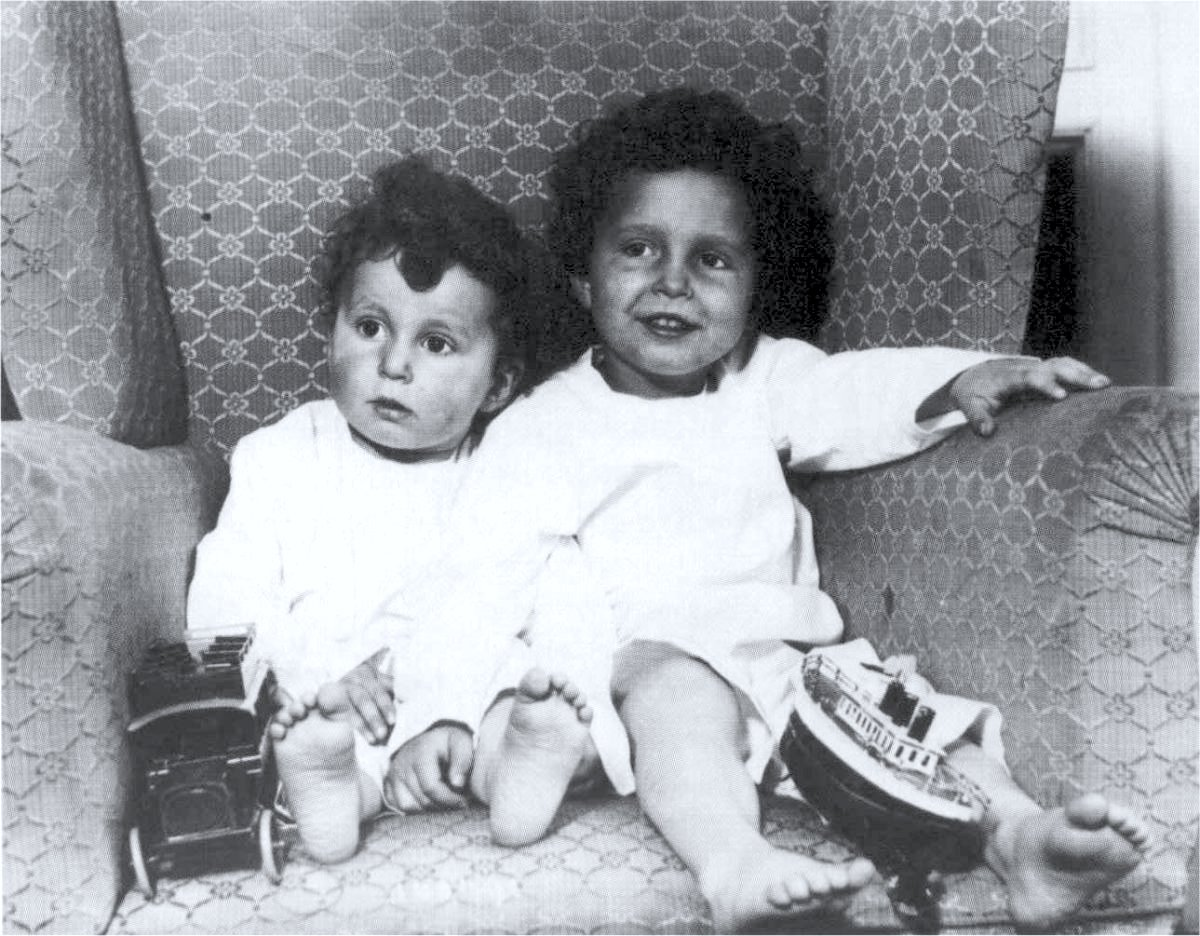
미셸 마르셀 나브라틸과 그의 동생 에드몽 로저. 1912년 4월 신문에 게재하여 신원 확인을 도왔다.

미셸 마르셀 나브라틸 주니어(Michel Marcel Navratil Jr., 1908년 6월 12일 ~ 2001년 1월 30일)는 1912년 4월 15일 타이타닉 침몰의 마지막 생존자들 중 한 명이었던 프랑스 철학 교수였다. 그는 그의 남동생 에드몽(1910–1953)과 함께 부모나 보호자 없이 구조된 유일한 아이들이었던 "타이타닉 고아"로 알려졌다. 그 재난이 발생했을 때, 그는 세 살이었다.

## 같이 보기
- 밀비나 딘